# Mytholmroyd
Mytholmroyd è un paese di 3.730 abitanti della contea del West Yorkshire, in Inghilterra.